# 프랑슈콩테
프랑슈콩테(프랑스어: Franche-Comté)는 프랑스 동부에 위치한 옛 레지옹이자 옛 프로뱅스으로 중심 도시는 브장송이며 면적은 16,202km2, 인구는 1,168,208명(2009년 기준)이다.
동쪽으로는 스위스와 국경을 접하며 남쪽으로는 론알프(현재의 오베르뉴론알프), 서쪽으로는 부르고뉴, 북서쪽으로는 샹파뉴아르덴, 북쪽으로는 로렌(현재의 그랑테스트), 북동쪽으로는 알자스(현재의 그랑테스트)와 접한다. 4개 주(두주, 오트손주, 쥐라주, 테리투아르드벨포르주)를 관할한다. 쥐라산맥이 이 곳을 지나간다. 2016년 1월 1일을 기해 시행된 레지옹 개편에 따라 부르고뉴와 프랑슈콩테가 부르고뉴프랑슈콩테로 합병되었다.